# (541118) 2018 RZ16
(541118) 2018 RZ16 es un asteroide perteneciente al cinturón de asteroides descubierto el 17 de noviembre de 1995 por el equipo del Spacewatch desde el Observatorio Nacional de Kitt Peak, Arizona, Estados Unidos.

## Designación y nombre
Designado provisionalmente como 2018 RZ16.

## Características orbitales
2018 RZ16 está situado a una distancia media del Sol de 2,233 ua, pudiendo alejarse hasta 2,610 ua y acercarse hasta 1,857 ua. Su excentricidad es 0,168 y la inclinación orbital 6,341 grados. Emplea 1219,50 días en completar una órbita alrededor del Sol.

## Características físicas
La magnitud absoluta de 2018 RZ16 es 17,2. 